# Bird Conservation International
Bird Conservation International ist ein englischsprachiges Fachjournal für den internationalen Vogelschutz. Herausgegeben wird das vierteljährlich erscheinende Journal vom British Trust for Ornithology, der britischen Ornithologischen Fachgesellschaft. Chefredakteur (Editor-in-Chief) ist Phil Atkinson (Head of International Research von BirdLife International). Es ist das offizielle Journal von BirdLife International. Es hatte 2011 einen Impact Factor von 1,25 (2011 Journal Citation Reports. Thomson Reuters) und wurde in der Kategorie Ornithology als 5. von 20 Journalen platziert.
Das Magazin Bird Conservation International ist peer-reviewed und veröffentlicht Artikel, die sich mit der Erforschung und Aktionen zum Schutz von Vögeln in allen Teilen der Erde auseinandersetzen. Eine der Zielsetzungen ist es, Ideen und neue Ansätze für den Vogelschutz vorzustellen und Vögel als Indikator für die Bewahrung einer multitaxonomischen biologischen Vielfalt vorzustellen. Das Magazin enthält Original Papers und Reviews.
Bird Conservation International hat besondere Abonnement-Konditionen für Bezieher in Entwicklungsländern.